# Józefici
Józefici, Zgromadzenie Oblatów św. Józefa – zgromadzenie zakonne założone przez św. Józefa Marello 14 marca 1874 roku, a zatwierdzone w 1909 roku przez papieża Piusa X.

## Historia
św. Józef Marello 14 marca 1878 r. założył Zgromadzenie Oblatów św. Józefa w Asti, koło Turynu. Józefici mieli w życiu naśladować św. Józefa. W 1909 roku przez papieża Piusa X zatwierdził zgromadzenie zakonne Oblatów.

## Oblaci św. Józefa w Polsce
W Polsce Józefici są obecni od 1980 roku. Pracują w Będzinie i Kielcach. Dom prowincjalny znajduje się w Warszawie – tam też mieści się dom formacyjny dla kleryków i braci. W Rusocinie znajduje się dom nowicjatu.

## Herb zgromadzenia
Składa się z tarczy, jej środek zajmuje kotwica na tle wzburzonego morza, a nad nią jest imię patrona zgromadzenia w języku łacińskim – Joseph (Józef). Tarcza jest ozdobiona palmą, symbolem męczeństwa oraz lilią, symbolem czystości. Nad całością świeci gwiazda z literą M (Maryja) w środku. Na zewnątrz znajduje się wstęga, która otacza tarczę, jest tam także umieszczony napis w języku łacińskim: Salus nostra in manu tua (Nasze zbawienie w Twoich rękach).